# Marino Faliero
Marino Faliero (ur. ok. 1274, zm. 17 kwietnia 1355 w Wenecji) – doża Wenecji w latach 1354–1355.

## Działalność
W 1346 pokonał wojska Ludwika I Węgierskiego. Ścięty za zdradę (spiskował z plebejuszami przeciwko szlachcie) z rozkazu Rady Dziesięciu; w Sali Wielkiej Rady pałacu dożów w galerii portretów jego wizerunek do dziś jest za to zasłonięty kotarą.

## W tradycji
Sprawa weneckiego dostojnika stała się tematem dzieł literackich i artystycznych. Tragedię o Marinie Faliero napisał romantyk George Gordon Byron (Marino Faliero, Doge of Venice). Kolejną tragedię na jego temat przedstawił w 1829 francuski poeta Casimir Delavigne. Dramat postaci doży poświęcił też prerafaelita Algernon Charles Swinburne. Jego sztuka Marino Faliero ukazała się w 1885. Francuski malarz Eugène Delacroix stworzył płótno Egzekucja Marina Faliero.

## Galeria

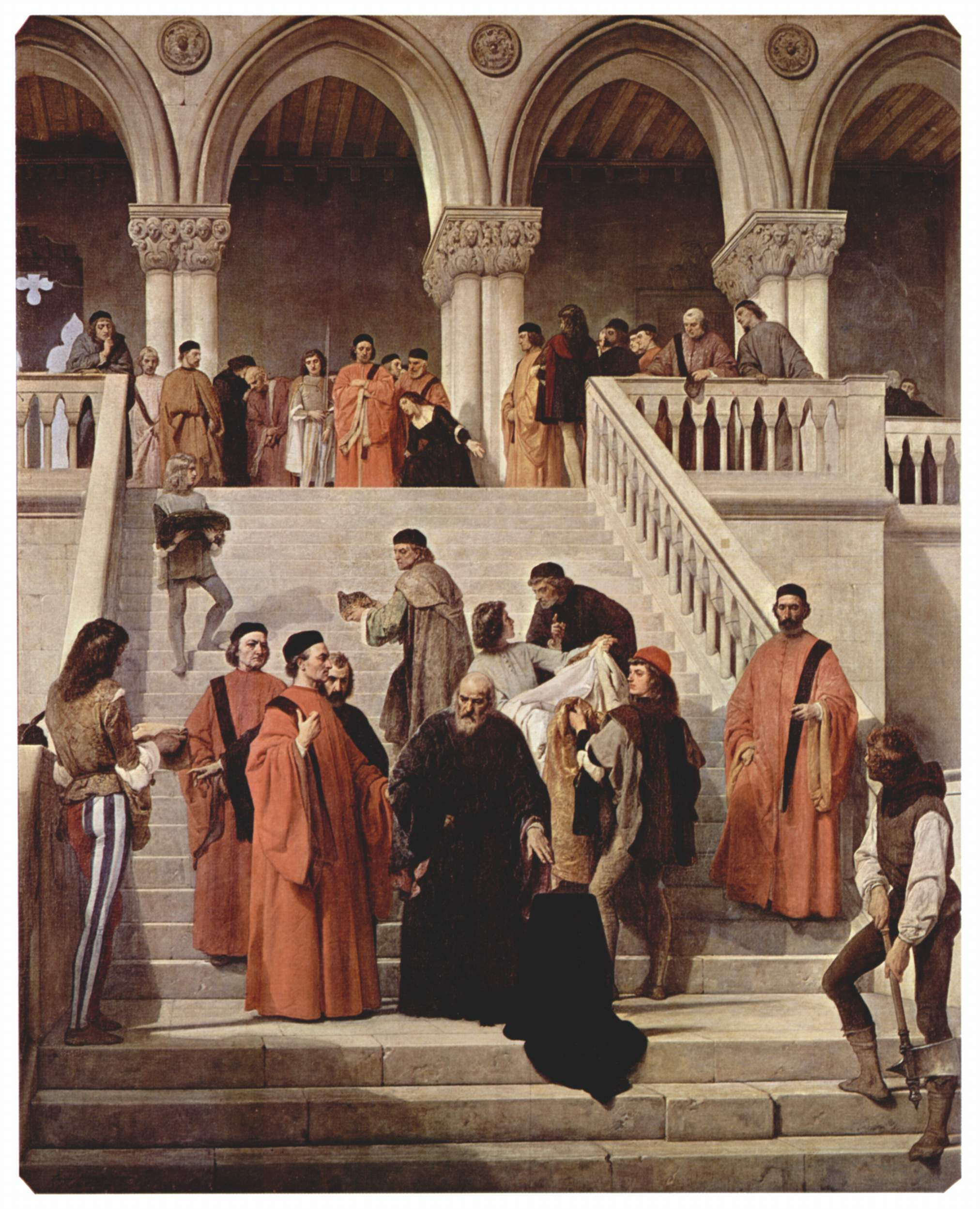
Francesco Hayez, śmierć Marino Faliero
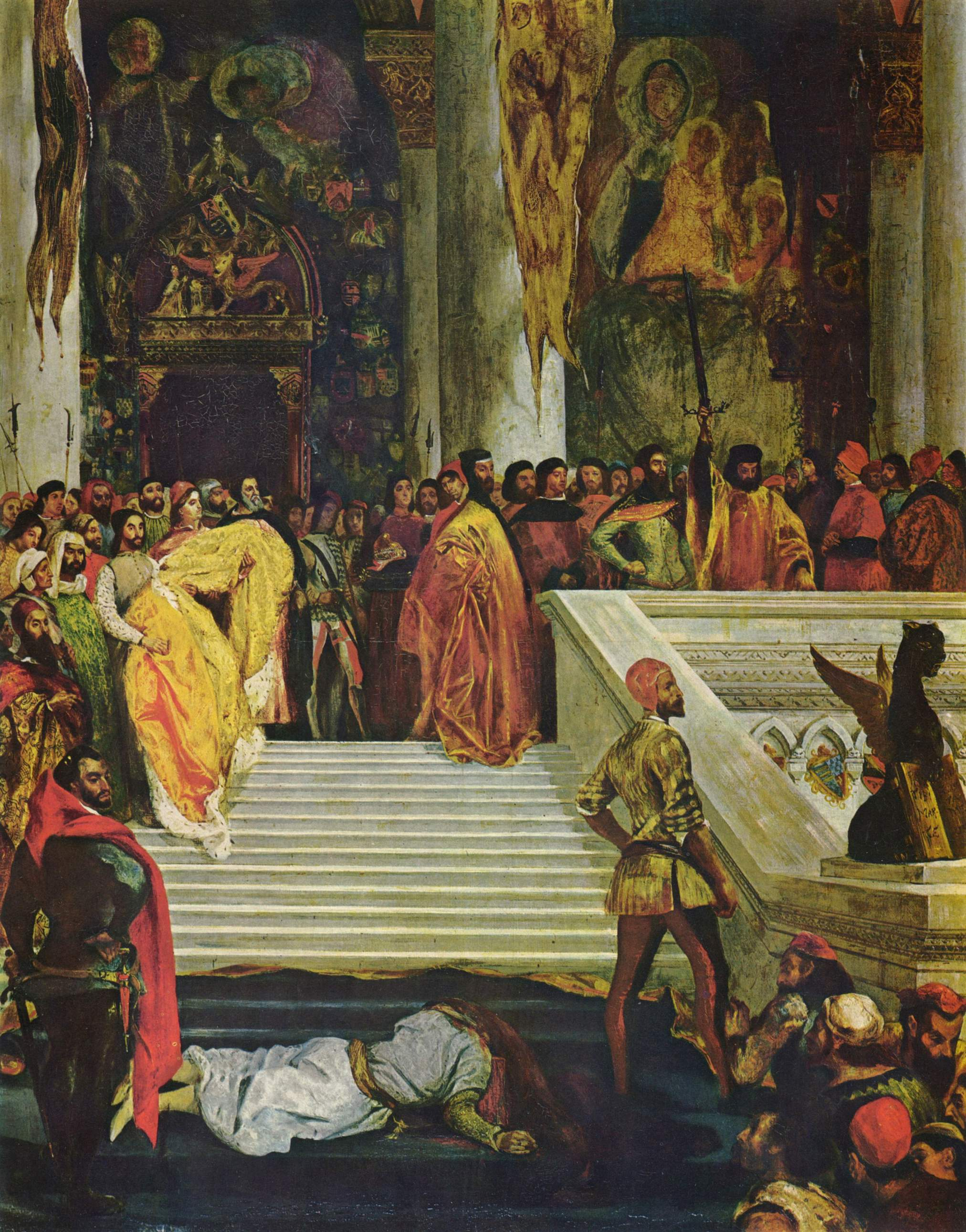
Eugene Delacroix, Egzekucja Marino Faliero, 1827